# Paquita Núñez
Paquita Núñez (Madrid, 1944 - Madrid, 15 de junio de 2019) fue una peluquera española de cine y series. Ganadora de cuatro Premios Goya al mejor maquillaje y peluquería, por las películas El niño de la luna (1989), ¡Ay, Carmela! (1990), Canción de cuna (1994) y La gran aventura de Mortadelo y Filemón (2003).  

## Trayectoria
Paquita Núñez nació en Madrid en 1944. En 1972, debutó como meritoria en Viajes con mi tía, de George Cukor.
Empezó a trabajar en el cine como estilista en Las alimañas, de Amando de Ossorio (1977). Continuó con ¿Qué hace una chica como tú en un sitio como éste?, de Fernando Colomo (1978) o El crimen de Cuenca, de Pilar Miró (1980).
Después trabajó como responsable de maquillaje de Gary Cooper, que estás en los cielos, también de Pilar Miró, La conquista de Albania (1984), de Alfonso Ungría y El viaje a ninguna parte (1986), de Fernando Fernán Gómez. También de producciones internacionales como Conan el bárbaro de John Milius (1982) y Sahara (2005), de Breck Eisner. 
Y participó en las series de televisión Goya (1985, TVE), El Quijote de Miguel de Cervantes (1991, TVE), Arnau (1994, TV3) y Makinavaja (1995, TVE).  
También participó en El lobo (2004),Sahara (2005), Torrente 3: El protector (2005), de Santiago Segura, La distancia (2006), de Iñaki Dorronsoro, GAL (2006), de Miguel Courtois, y Una palabra tuya (2008), de Ángeles González Sinde y El cónsul de Sodoma, de Sigfrid Monleón.
Núñez intervino en la cinta documental Regresa El Cepa (2019), de Víctor Matellano, que recorre la dificultosa historia judicial de la película de Pilar Miró, El crimen de Cuenca, hasta que se estrenar en 1981. La cinta se basa en un crimen rural real que sucedió en 1910.   

## Nominaciones y premios
- Nominada al Goya al mejor maquillaje y peluquería,1988 por El Dorado, de Carlos Saura.
- Premio Goya al mejor maquillaje y peluquería, 1989 por El niño de la luna, de Agustí Villaronga.[8]
- Nominada al Premio Goya al mejor maquillaje y peluquería 1989 por El sueño del mono loco., de Fernando Trueba.[9]
- Premio Goya al mejor maquillaje y peluquería, 1990 por ¡Ay, Carmela , de Carlos Saura. [10]
- Premio Goya al mejor maquillaje y peluquería 1994, por Canción de cuna, de José Luis Garci.[11]
- Premio Goya al mejor maquillaje y peluquería 2003,  por La gran aventura de Mortadelo y Filemón.[12]
- Nominada al Premio Goya al mejor maquillaje y peluquería 2009, por El cónsul de Sodoma, de Sigfrid Monleón. [6]

## Vida personal
En 1967 Núñez se casó con el maquillador José Antonio Sánchez, con quien formó equipo y ganó sus Premios Goya. José Antonio tuvo un quinto Goya (El día de la Bestia, 1995). Tienen una hija, Susana Sánchez, que ya ha ganado un Premio Goya mejor maquillaje de Goya en Burdeos.

## Filmografía (seleccionada)
- Las alimañas (1977), de Amando de Ossorio
- ¿Qué hace una chica como tú en un sitio como éste? (1978), de Fernando Colomo.
- Gary Cooper, que estás en los cielos (1980), de Pilar Miró
- El crimen de Cuenca (1980), de Pilar Miró
- Las aventuras de Enrique y Ana (1981), de Tito Fernández.
- Patrimonio nacional (1981), de Luis García Berlanga
- Nacional III (1982), de Luis García Berlanga
- Conan, el bárbaro (1982), de John Milius
- Luces de bohemia (1985), Miguel Ángel Díez
- Goya (1985) Serie de José Ramón Larraz (TVE)
- El viaje a ninguna parte (1986), de Fernando Fernán Gómez
- El Dorado (1988), de Carlos Saura
- El regreso de los mosqueteros (1989), de Richard Lester
- El sueño del mono loco (1989),  de Fernando Trueba[9]
- El niño de la luna (1989), Agustí Villaronga[8]
- Cuando vuelvas a mi lado (1999), de Gracia Querejeta
- El Quijote de Miguel de Cervantes (1991) Serie de Manuel Gutiérrez Aragón en TVE
- 1492: La conquista del paraíso (1992), de Ridley Scott
- El pájaro de la felicidad (1993), de Pilar Miró
- Canción de cuna (1994),  de José Luis Garci.[11]
- Makinavaja (1995-1997). Serie de Carlos Suárez y José Luis Cuerda en TVE
- Goya en Burdeos (1999), de Carlos Saura
- ¡Ay, Carmela! (1990), de Carlos Saura[10]
- Torrente 2: Misión en Marbella (2001), de Santiago Segura
- La gran aventura de Mortadelo y Filemón (2003), de Javier Fesser[12]
- El Lobo (2004), de Miguel Courtois
- Sahara (2005), de Breck Eisner
- Torrente 3: El protector (2005), de Santiago Segura
- GAL (2006), de Miguel Courtois.
- Una palabra tuya (2008), de Ángeles González Sinde
- El cónsul de Sodoma (2009) de Sigfrid Monleón.[6]